# زوجة نمر
زوجة نمر (بالإنجليزية: The Tiger's Wife)‏ هو أول أعمال الكاتبة الروائية الأمريكية تيا ايرهارت .
لتعتبر بعدها من ضمن أصغر وأفضل عشرين كتاب خيال أمريكي في مجلة نيويوركر تحت سن الأربعين.

## القصة
بعد سنوات من الصراع في بلاد البلقان ، ناتاليا الطبيبة الشابة تضطر لكشف الظروف الغامضة المحيطة لوفاة جدها الطبيب التي تجمعها معه علاقة قوية و مركزية في الرواية، تسرد فيها حكاياتها معه منذ كانت طفلة في رحلاتهم الأسبوعية إلى حديقة الحيوان، حامل نسخته البالية من كتاب الأدغال، من خلال حكايته عن نفسه تتعرف ناتاليا عن «الرجل المحصن» الذي إلتقي به مرات عدة في أماكن مختلف دون ميعاد، وعن فتاة صماء بكماء في قرية طفولته .

## الخلفية روابط خارجية
كتبت أوبريت الرواية إلى حد كبير أثناء دراستها في جامعة كورنيل. تم اقتباس أجزاء من الرواية في مجلة النيويوركر في يونيو 2009. عندما طلب صحفي جامعي من أوبريت تلخيص القصة، أجابت، "إنها ملحمة عائلية تدور أحداثها في مقاطعة خيالية في البلقان. إنها تدور حول راوية أنثى وعلاقتها بجدها، وهو طبيب. إنها ملحمة عن الأطباء وعلاقاتهم بالموت طوال كل هذه الحروب في البلقان."